# 1784 en philosophie
Chronologie de la philosophie
- 1780
- 1781
- 1782
- 1783
- 1784
- 1785
- 1786
- 1787
- 1788

L’année 1784 a été marquée, en philosophie, par les événements suivants :

## Publications
- Emmanuel Kant : Qu'est-ce que les Lumières ?
- Moses Mendelssohn : Que signifie : éclairer ?
- Richard Price : Observations on the importance of the American Revolution.
- Antoine-Jacques Roustan : Abrégé de l'histoire moienne, Baker et Galabin, 1784.